# Бірґер Броса
Бірґер Броса (швед. Birger Brosa; невідомо — 1202) — середньовічний шведський ярл (1174-1202), який жив у XII столітті. Був сином Бенґта Снівіля, походив із могутньої династії Б'єльбу. Прізвисько «Броса» означає «посміхаючийся», але воно з'являється у західних скандинавських джерелах на рубежі XIII та XIV століть. У ранніх середньовічних текстах він називається або ярлом шведів, або ярлом шведів і геатів.
Біргера було призначено на посаду ярла під час правління Кнута I Ерікссона. Він зберіг свій титул під час правління наступника Кнута Сверкера II Карлссона до своєї смерті у 1202 році.
Не пізніше 1170 Бірґер одружився з Бріґіт Гаральдсдоттер, дочкою норвезького короля Гаральда Ґіллі. Раніше вона була одружена з данським претендентом на престол Магнусом Генріксеном, який недовго правив в Уппсалі в 1160-1161 роках.
Згідно з «Лівонською хронікою» Германа Вартберзького Бірґер Броса захотів здійснити хрестовий похід до Лівонії близько 1195 року, але його корабель був відправлений до Естонії. Після розграбування країни протягом трьох днів, естонці погодилися накласти на себе данину та прийняти християнство. Після збору данини Бірґер повернувся до Швеції.
Очевидно, Біргер підтримував мир у Швеції під час громадянських воєн, які розорили Данію та Норвегію. Багато претендентів на трон цих королівств шукали притулку у Бірґера. Серед них були вожді біркебейнерів Ейстейн Дівчисько та Сверрір Сіґурдссон, які були родичами Бріґіт Гаральдсдоттер. Син Біргера Філіп був на службі у короля Сверріра і помер, маючи титул графа, у 1200 році. Бірґер володів маєтками в Естерйотланді, Нерке, Вермланді та Седерманланді. Він був великим покровителем монастиря Рісеберга у Нерке, де Брігіт провела останні роки після смерті Бірґера. Щойно він помер, почалася громадянська война.
У фільмах «Арн: Лицар-тамплієр» (2007) та «Арн: Королівство в кінці шляху» (2008) роль Бірґера Броси виконав шведський актор Стеллан Скашгорд.

## Діти
- Філіп Бірґерссон (пом. 1200), ярл Норвегії на службі у короля Сверріра і один з його найвідданіших прихильників.
- Кнут Бірґерссон, ярл Швеції. Згідно з одним із джерел, Кнут був одружений на дочці короля Кнута I на ім'я Сігрід. Він був убитий в 1208 в битві під Леною (за іншими джерелами в 1210 в битві при Єстільрені).
- Фольке Бірґерссон (відоміший як Фольке Ярл), ярл Швеції, убитий в 1210 році в битві при Єстільрені.
- Маґнус Бірґерссон.
- Інґеґерд Бірґерсдоттер, що вийшла заміж за короля Сверкера II, ставши матір'ю короля Югана I.
- Крістіна Бірґерсдоттер.
- Марґарета Бірґерсдоттер.